# Sidorejo (Lubuk Linggau Barat II)
Sidorejo is een bestuurslaag in het regentschap Lubuklinggau van de provincie Zuid-Sumatra, Indonesië. Sidorejo telt 4226 inwoners (volkstelling 2010).